# Миллиган, Спайк
Спайк Миллиган (16 апреля 1918 — 27 февраля 2002, настоящее имя — Теренс Алан Патрик Шон Миллиган, другое произношение Миллигэн — англ. Terence Alan Patrick Seán Milligan) — ирландский писатель, поэт, сценарист, комик и музыкант. Писал также и для детей комические сказки и стихи.
Был соавтором, ведущим сценаристом и ключевым актёром озвучивания в юмористической радиопередаче BBC Home Service «Шоу болванов» (The Goon Show). Его сюрреалистическое скетч-шоу Q5 оказало влияние на юмористический стиль комик-труппы «Летающий цирк Монти Пайтона».
Автор шести книг по сценариям «Шоу болванов» (The Goon Show), в котором был автором и участником трёх романов — Puckoon (1963), The Looney: An Irish Fantasy (1987), The Murphy (2000), цикла «Уильям Макгонагэл» (совместно с Джеком Хоббзом), цикла «От Миллигэна» — The Bible—the Old Testament According to Spike Milligan (1993), Lady Chatterley’s Lover According to Spike Milligan (1994), Wuthering Heights According to Spike Milligan (1994), D. H. Lawrence’s John Thomas and Lady Jane: According to Spike Milligan—Part II of «Lady Chatterley’s Lover» (1995), Black Beauty According to Spike Milligan (1996), Frankenstein According to Spike Milligan (1997), Robin Hood According to Spike Milligan (1998), The Hound of the Baskervilles According to Spike Milligan (1998), Treasure Island According to Spike Milligan(2000), Classic Adventures: According to Spike Milligan (2002), а также шести киносценариев, шести книг для детей, циклов мемуаров и нескольких сборников малой прозы и поэзии.
Опубликована переписка Спайка Миллигэна, в двух томах.
Был женат на Джун Марлоу, трое детей. После развода женился на Шеле Миллиган.

## Псевдоним
Теренс Алан Миллиган стал называть себя «Спайком» после того, как услышал по радио выступление группы Spike Jones and his City Slickers (Спайк Джонс — псевдоним руководителя группы Линдли Армстронга Джонса, 1911—1965).

## Гражданство
Поскольку Миллиган родился не в Великобритании, его британское подданство так и осталось не окончательно определённым. Миллиган, шесть лет отслуживший в британской армии, считал, что ему положен британский паспорт. Однако в этом ему было отказано — в основном потому, что он отказался приносить Клятву верности короне. Однако его ирландские корни всё же не оставили его без гражданства: он стал ирландским гражданином и был им до самой смерти.

### Романы
- Puckoon (1963, «Пакун», 2015, пер. Шаши Мартынова)
- The Looney: An Irish Fantasy (1987)
- The Murphy (2000)

### Сборники поэзии
Некоторые стихи Спайка Миллигана были переведены на русский язык Григорием Кружковым и публиковались в разных сборниках детской поэзии. Отдельным изданием они были опубликованы в 1991 году в сборнике «Чашка по-английски». 
- Silly Verse for Kids (1959)
- A Book of Milliganimals (1968)
- Values (poems) (1969)
- Milligan's Ark (1971)
- Small Dreams of a Scorpion (poems) (1972)
- Transports of Delight (1974)
- Milligan Book of Records (1975)
- Poems (1977)
- Goblins (poems) (1978)
- Open Heart University (poems) (1979)
- Twelve Poems That Made December Colder (1979)
- Unspun Socks from a Chicken's Laundry (poems) (1981)
- Chill Air (poems) (1981)
- One Hundred and One Best and Only Limericks of Spike Milligan (1982)
- Silly Verse for Kids and Animals (1984)
- Floored Masterpieces with Worse Verse (1985) (with Tracey Boyd)
- Further Transports of Delight (1985)
- The Mirror Running (poems) (1987)
- Startling Verse for All the Family (1987)
- That's Amazing (1988)
- Condensed Animals (1991)
- Hidden Words: Collected Poems (1993)
- Fleas, Knees and Hidden Elephants (poems) (1994)

## Фильмография
- Let’s Go Crazy (1951)
- Penny Points to Paradise (1951)
- Down Among the Z Men (1952)
- A Kid for Two Farthings (1955)
- The Case of the Mukkinese Battle Horn (1956)
- The Running, Jumping and Standing Still Film (1960)
- Watch Your Stern (1960)
- The Invasion Quartet (1961)
- What a Whopper (1961)
- Postman’s Knock (1962)
- The Bed-Sitting Room (1969)
- The Magic Christian (1969).
- Cucumber Castle (1970).
- Alice’s Adventures in Wonderland (1972)
- Adolf Hitler: My Part in his Downfall (1972)
- The Adventures of Barry McKenzie (1972)
- Digby, the Biggest Dog in the World (1973)
- The Three Musketeers (1973).
- Man About The House (1974)
- The Great McGonagall (1974)
- The Last Remake of Beau Geste (1977), with Marty Feldman.
- Monty Python’s Life of Brian (1979)
- History of the World, Part I (1981)
- Takin' over the asylum (1994)
- When the Sun Goes In (1999)